# Kepler-5
Désignations
Kepler-5 est une étoile dans la constellation du Cygne. C'est une étoile jaune-blanc de la séquence principale de type spectral F5 V distante de ∼ 2 930 a.l. (∼ 898 pc) de la Terre.

## Système planétaire
La découverte d'une exoplanète en orbite autour de Kepler-5 a été annoncée le 4 janvier 2010. Elle a été réalisée grâce au télescope Kepler, par la méthode du transit astronomique.
| Planète    | Masse (MJ) | Période orbitale (d) | Demi-grand axe (ua) | Excentricité |
| ---------- | ---------- | -------------------- | ------------------- | ------------ |
| Kepler-5 b | 2,114      | 3,5485               | 0,05064             | 0 (fixé)     |